# Пей
Пей — тамильский вайшнавский святой, принадлежавший к группе 12 святых поэтов-подвижников альваров. Пей родился в месте, на котором расположен современный Майлапур (являющийся частью городской агломерации Ченная). Согласно вайшнавскому преданию, Пей был обнаружен на лепестке лилии в храмовом пруде храма Ади-Кешавы в Майлапуре. Вайшнавы считают, что Пей был воплощением священного меча Вишну, нандакам. Пей считается автором 100 гимнов, вошедших в сборник «Дивья-прабандха».
Пей был духовным учителем другого из альваров — Тирумажисея.